# ТМК-2 (міна)
ТМК-2 — протитанкова протиднищева міна. Призначена для виведення з ладу гусеничної та колісної техніки противника.

## Використання
Ураження машинам противника завдають пробиванням днища танка кумулятивним струменем при вибусі заряду міни в момент нахилу датчика цілі (штиревої антени). 

## Встановлення
Міну можуть встановлювати в ґрунт (сніг) тільки вручну.  Установка або розкладка засобами механізації не передбачена. Термін бойової роботи міни обмежується терміном руйнування від корозії кронштейна кріплення підривника. Самоліквідатором міна не оснащується. Гнізд для елементів невитягування не має.  Міна використовується з комплектними детонатором МВК-2, детонуючим пристроєм ДУК-2 (передає детонацію від запалу детонатора до основного заряду) і запалом МД-7М. 
Детонатор забезпечує уповільнення спрацювання на 0.3-0.45 с для того, щоб вибух стався під серединою машини. Кумулятивний струмінь під час вибуху міни пробиває 60 мм броні при спорядженні тротилом і 110 мм при спорядженні ТГ-50.  Під час вибуху міни під колесом або гусеницею відбувається руйнування трака і катка (колеса), при вибусі під днищем бризки розплавленої кумулятивним струменем броні вражають екіпаж і внутрішнє обладнання танка, що може призвести до пожежі в танку, підриву боєкомплекту, який розташований на днищі. Як правило танк виводиться з ладу повністю і відновленню не підлягає.  Нахил датчика цілі при досить повільному русі танка часто не викликає спрацювання детонатора, а розвертає міну в положення близьке до горизонтального. Особливо в м'яких ґрунтах. При паводку міна спливає і лягає на бік.

## Тактико-технічні характеристики міни "ТМК-2"
| Характеристика                          | Значення                 |
| --------------------------------------- | ------------------------ |
| Тип міни                                | протиднищева кумулятивна |
| Корпус                                  | метал                    |
| Вага                                    | 12 кг                    |
| Вага вибухової речовини: тротил ТГ-50   | 6 кг 6.5 кг              |
| Діаметр                                 | 307 мм                   |
| Висота з детонатором                    | 265-1100 мм              |
| Бронепробиття                           | 60/110 мм                |
| Кут нахилу датчика цілі для спрацювання | 24-26°                   |
| Зусилля нахилу датчика цілі             | 8-12 кг                  |
| Температурний діапазон застосування     | -50 до +50 °C            |

## Забарвлення
Як правило, міна забарвлюється в темно-зелений або оливково-зелений колір. Окремі партії можуть бути пофарбовані в оливково-жовтий або жовто-сірий кольори.

## Маркування
Наноситься чорними літерами фарбою на верхню конічну частину корпусу міни:
ТМК-2 - шифр міни (може бути відсутній).
34-34-72 - шифр заводу виробника - номер партії - рік виготовлення
Т - шифр спорядження